# Konsorcjum
Konsorcjum (łac. consortium „współudział”, od con- „współ-” i sors „część, dola, udział”) – porozumienie samodzielnych podmiotów, którego celem jest ich zobowiązanie się do wspólnej realizacji określonego zadania.
Konsorcja są tworzone najczęściej w przypadku dużych lub ryzykownych przedsięwzięć.
Celem zawiązania konsorcjum jest najczęściej wspólne działanie w realizacji konkretnego przedsięwzięcia gospodarczego, które ze względu na potencjał finansowy przekracza możliwości jednego podmiotu (np. budowa autostrady, lotniska itp.).
Konsorcjum nie stanowi trwałego związku gospodarczego. Nie musi więc być rejestrowane, nie musi mieć odrębnej nazwy ani też siedziby. Podmioty tworzące konsorcjum są niezależne w swoich dotychczasowych działaniach (w działaniach niezwiązanych z konsorcjum), a w działaniach związanych z konsorcjum realizują wspólną politykę finansową objętą porozumieniem.
Zawierając umowę konsorcjum podmioty mogą określić, który z podmiotów lub osób będzie reprezentował konsorcjum na zewnątrz (może to być jeden podmiot, kilka lub osoba trzecia).
Reprezentowanie konsorcjum winno mieć umocowanie prawne. Najczęściej jest sporządzana dodatkowa umowa między uczestnikami konsorcjum a osobą lub podmiotem mającym je reprezentować. Konsorcja nie mają też wspólnego majątku (mogą mieć wspólne konto rozliczeniowe), a wszelkie formy płatności regulowane są przez firmę lub osobę reprezentującą konsorcjum.
Odpowiedzialność za zobowiązania w przypadku konsorcjum występuje najczęściej w dwóch wypadkach:
1. gdy jeden z członków konsorcjum zaciągnął zobowiązania w imieniu własnym, a nie konsorcjum, wówczas odpowiada tylko on, a nie konsorcjum,
2. gdy zobowiązania zostały zaciągnięte przez całe konsorcjum, wówczas wszyscy członkowie konsorcjum odpowiadają solidarnie.

## Konsorcjum a spółka cywilna
W polskim porządku prawnym funkcjonuje jako spółka cywilna lub poza tą kodeksową konstrukcją. W polskiej literaturze prawniczej charakter prawny umowy konsorcjalnej jest jednak sporny. Wedle dominującego podejścia, konsorcjum to odmienna od spółki cywilnej forma współdziałania podejmowanego między gospodarczo niezależnymi podmiotami prowadzącymi już działalność, w celu realizacji określonego przedsięwzięcia stanowiącego wycinek regularnej działalności tych podmiotów, oparta na umowie nienazwanej i cechująca się przejściowym charakterem, minimalizacją zinstytucjonalizowania, brakiem wyodrębnionego majątku, koniecznością sprecyzowania sposobu uczestnictwa stron we wspólnym przedsięwzięciu oraz brakiem intencji powołania wspólnoty o częściowo własnych interesach (spółki jako takiej).
W myśl tej koncepcji, mimo bardzo szerokiej formuły spółki cywilnej przewidzianej dla podmiotów zobowiązujących się do współdziałania w oznaczony sposób dla realizacji wspólnego celu gospodarczego (co jest elementem wspólnym dla obu typów umów), umowa spółki nie wyczerpuje wszystkich form współdziałania i nie jest uprawniona automatyczna kwalifikacja umów konsorcjalnych jako umów spółki cywilnej (w tym jako „nietypowych” umów spółki).